# Niedergörsdorf
Niedergörsdorf est une ville située dans l'arrondissement de Teltow-Fläming et la région de Brandebourg. La ville est située dans le massif de Fläming, au sud de Berlin.
La commune comprend 22 communautés : 
Altes Lager, Blönsdorf, Bochow, Dalichow, Danna, Dennewitz, Eckmannsdorf, Gölsdorf, Kaltenborn, Kurzlipsdorf, Langenlipsdorf, Lindow, Malterhausen, Mellnsdorf, Niedergörsdorf, Oehna, Rohrbeck, Schönefeld, Seehausen, Wergzahna, Wölmsdorf, Zellendorf.
La rivière Nuthe prend sa source sur son territoire communal à la hauteur du village de Dennewitz. 

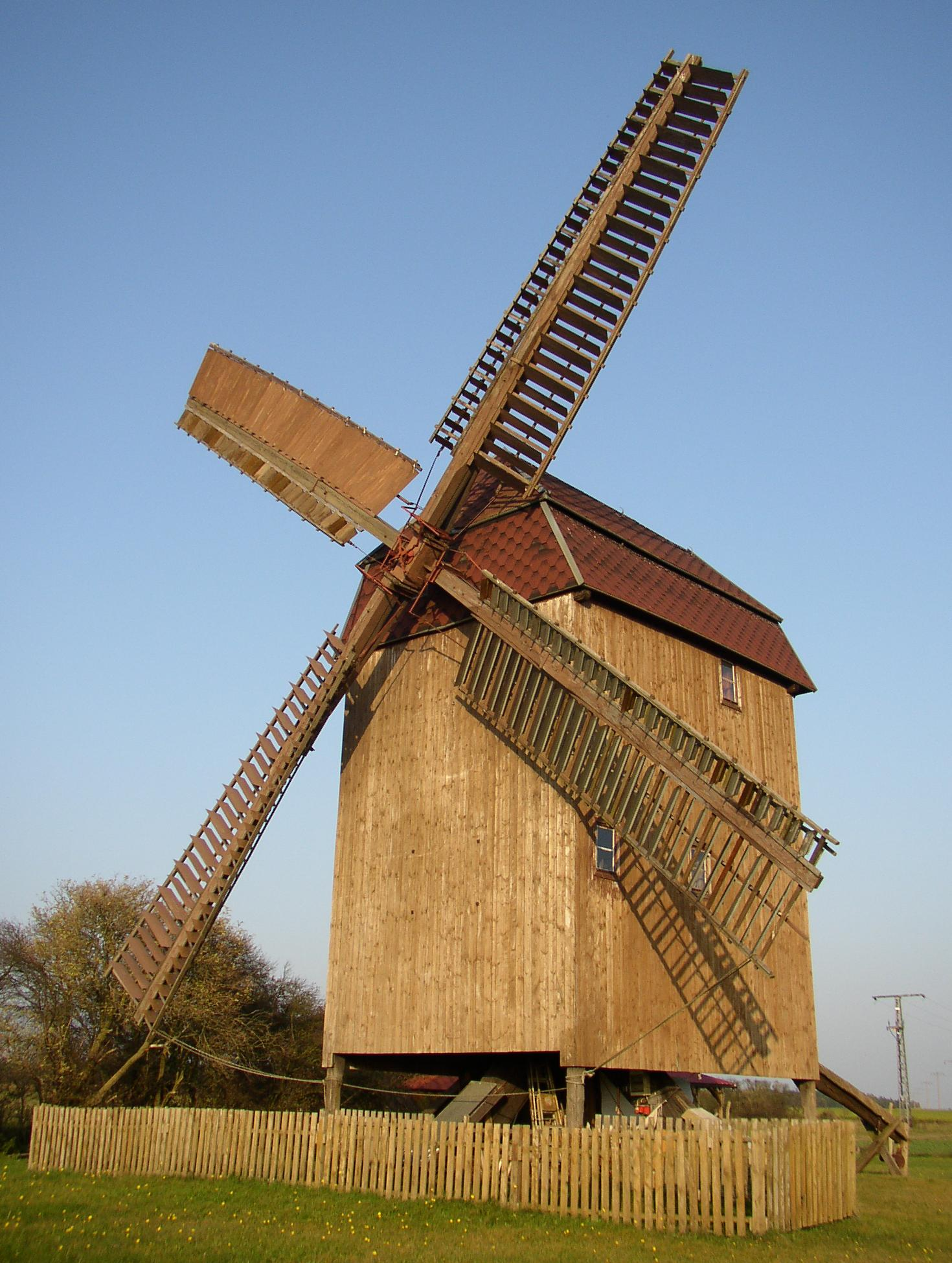
Le symbole de Niedergörsdorf, son moulin à vent (construit en 1810, mis en service en 1846, et classé monument historique).

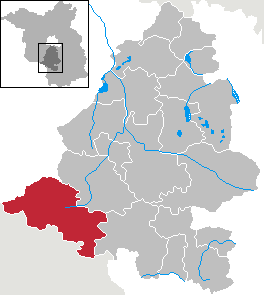
Localisation de Niedergörsdorf dans l'arrondissement de Teltow-Fläming.